# Санчес, Рубен (футболист, 2001)
Рубе́н Са́нчес Са́эс (исп. Rubén Sánchez Sáez; 4 февраля 2001, Барселона, Испания) — испанский футболист, защитник клуба «Эспаньол».

## Клубная карьера
21 июля 2021 года Санчес подписал профессиональный контракт с «Эспаньолом» сроком до 2024 года. 18 октября 2021 года он дебютировал за основную команду в матче чемпионата Испании против «Кадиса».